# BPR Global GT Series 1996
Nel 1996 si corse la terza e ultima stagione del BPR Global GT Series, con vetture Gran Turismo e divisa in GT1 e GT2. Iniziò il 3 marzo, 1996 e terminò il 3 novembre, 1996 dopo 11 gare.
Questa fu l'ultima stagione prima che la serie diventò, sotto il controllo della FIA, il nuovo Campionato mondiale FIA GT.

## Calendario
| Rnd | Corsa                                        | Circuito                  | Data         |
| --- | -------------------------------------------- | ------------------------- | ------------ |
| 1   | 4 Ore di Le Castellet                        | Paul Ricard               | 3 marzo      |
| 2   | 4 Ore di Monza                               | Autodromo Nazionale Monza | 24 marzo     |
| 3   | 4 Ore di Jarama                              | Jarama                    | 14 aprile    |
| 4   | 4 Ore di Silverstone (British Empire Trophy) | Silverstone               | 12 maggio    |
| 5   | 4 Ore del Nürburgring                        | Nürburgring               | 30 giugno    |
| 6   | 4 Ore di Anderstorp                          | Scandinavian Raceway      | 14 luglio    |
| 7   | 1000km di Suzuka                             | Suzuka                    | 25 agosto    |
| 8   | Gulf Oil Global GT Endurance (4 Ore)         | Brands Hatch              | 8 settembre  |
| 9   | 4 Ore di Spa                                 | Spa-Francorchamps         | 22 settembre |
| 10  | 4 Ore di Nogaro                              | Circuito Paul Armagnac    | 6 ottobre    |
| 11  | 4 Ore di Zhuhai                              | Zhuhai                    | 3 novembre   |

## Risultati stagione
| Rnd | Circuito          | GT1 Team vincitori                 | GT2 Team vincitori                        | Cronaca   |
| Rnd | Circuito          | GT1 Piloti vincitori               | GT2 Piloti vincitori                      | Cronaca   |
| --- | ----------------- | ---------------------------------- | ----------------------------------------- | --------- |
| 1   | Paul Ricard       | numero 2 Gulf Racing GTC           | numero 56 Roock Racing                    | Resoconto |
| 1   | Paul Ricard       | Ray Bellm James Weaver             | Bruno Eichmann Ralf Kelleners Gerd Ruch   | Resoconto |
| 2   | Monza             | numero 1 West Racing               | numero 56 Roock Racing                    | Resoconto |
| 2   | Monza             | Thomas Bscher John Nielsen         | Bruno Eichmann Ralf Kelleners Gerd Ruch   | Resoconto |
| 3   | Jarama            | numero 2 Gulf Racing GTC           | numero 83 Marcos Racing Intl.             | Resoconto |
| 3   | Jarama            | Ray Bellm James Weaver             | Cor Euser Thomas Erdos                    | Resoconto |
| 4   | Silverstone       | numero 3 Harrods Mach One Racing   | numero 83 Marcos Racing Intl.             | Resoconto |
| 4   | Silverstone       | Andy Wallace Olivier Grouillard    | Cor Euser Thomas Erdos                    | Resoconto |
| 5   | Nürburgring       | numero 1 West Racing               | numero 56 Roock Racing                    | Resoconto |
| 5   | Nürburgring       | Thomas Bscher Peter Kox            | Bruno Eichmann Gerd Ruch Michel Neugarten | Resoconto |
| 6   | Anderstorp        | numero 27 Ennea SRL Igol           | numero 56 Roock Racing                    | Resoconto |
| 6   | Anderstorp        | Anders Olofsson Luciano della Noce | Bruno Eichmann Gerd Ruch Michel Neugarten | Resoconto |
| 7   | Suzuka            | numero 2 Gulf Racing GTC           | numero 56 Roock Racing                    | Resoconto |
| 7   | Suzuka            | Ray Bellm James Weaver JJ Lehto    | Bruno Eichmann Ralf Kelleners Gerd Ruch   | Resoconto |
| 8   | Brands Hatch      | numero 35 Porsche AG               | numero 88 Konrad Motorsport               | Resoconto |
| 8   | Brands Hatch      | Hans-Joachim Stuck Thierry Boutsen | Franz Konrad Bob Wollek Stéphane Ortelli  | Resoconto |
| 9   | Spa-Francorchamps | numero 35 Porsche AG               | numero 56 Roock Racing                    | Resoconto |
| 9   | Spa-Francorchamps | Hans-Joachim Stuck Thierry Boutsen | Bruno Eichmann Ralf Kelleners Gerd Ruch   | Resoconto |
| 10  | Nogaro            | numero 2 Gulf Racing GTC           | numero 88 Konrad Motorsport               | Resoconto |
| 10  | Nogaro            | Ray Bellm James Weaver             | Franz Konrad Bob Wollek                   | Resoconto |
| 11  | Zhuhai            | numero 36 Porsche AG               | numero 83 Marcos Racing Intl.             | Resoconto |
| 11  | Zhuhai            | Ralf Kelleners Emmanuel Collard    | Cor Euser Hans Tepas Chandra Alim         | Resoconto |